# Groupement III/7 de Gendarmerie mobile
 (mars 2017).
Si vous disposez d'ouvrages ou d'articles de référence ou si vous connaissez des sites web de qualité traitant du thème abordé ici, merci de compléter l'article en donnant les références utiles à sa vérifiabilité et en les liant à la section « Notes et références ».
Le groupement III/7 (GGM III/7) est un groupement de Gendarmerie mobile française implanté à Reims (Marne). Il comporte 5 escadrons du Grand Est.

## Implantation des unités
| \| 250 km1:15 534 000 Groupement Escadron(s) \| |
| 250 km1:15 534 000 Groupement Escadron(s)       |

- Marne (51)
  - EGM 31/7 à Reims
- Haute-Marne (52)
  - EGM 32/7 à Chaumont
- Ardennes (08)
  - EGM 33/7 à Vouziers
- Aube (10)
  - EGM 34/7 à Troyes
- Meuse (55)
  - EGM 35/7 à Revigny-sur-Ornain

## Appellations
- Groupement III/7 de Gendarmerie Mobile (depuis 1991)